# Campo Hidrotermal TAG
O Campo Hidrotermal TAG (26° 08' 23" N; 44° 49' 55" W) é uma região de forte concentração de fontes hidrotermais situada sobre a Dorsal Média do Atlântico na região tropical, cerca de 1100 milhas náuticas a sudoeste dos Açores. O campo hidrotermal TAG foi descoberto em 1972 durante um dos cruzeiros científicos do Trans-Atlantic Geotraverse (ou TAG, daí o nome), um programa de investigação coordenado pela National Oceanic and Atmospheric Administration (NOAA) dos Estados Unidos da América. Foi o primeiro campo hidrotermal descoberto numa área de crista oceânica em expansão lenta.